# ラクエル・カストロ
ラクエル・カストロ（Raquel Castro, 1994年11月17日 - ）はアメリカ合衆国ニューヨーク州ロングアイランド出身の女優。

## 来歴
父親はプエルトリコ出身、母親はユダヤ系のイタリア系アメリカ人。5人兄弟姉妹の3女。2人の姉と兄と弟が1人いる。弟のデヴィッド・カストロも俳優。4歳から子供用ビデオやTVなどに出演していたが7歳のとき、初出演で初主演映画のオーディションに合格する。

## 主な出演作品

### 映画
- 世界で一番パパが好き! Jersy Girl (2004) - ガーティ・トリンキ
- クロッシング Brooklyn's Finest (2009) - キャサリン
- America (2009)
- ハーヴェイ・カイテル 銃撃のレクイエム The Ministers (2009)
- From Nowhere (2016)
- Already Gone (2019)

### テレビシリーズ
- LAW & ORDER:性犯罪特捜班 Law & Order: Special Victims Unit (2005)
- Empire 成功の代償 Empire (2015-2016) - マリソル